# ليونارد ماغيري
ليونارد ماغيري (بالإنجليزية: Leonard Maguire)‏ هو ممثل بريطاني (وحمل سابقاً جنسية المملكة المتحدة لبريطانيا العظمى وأيرلندا)، ولد في 26 مايو 1924 في المملكة المتحدة، وتوفي في 12 سبتمبر 1997 في فرنسا.

## وصلات خارجية
- ليونارد ماغيري على موقع IMDb (الإنجليزية)
- ليونارد ماغيري على موقع ألو سيني (الفرنسية)
- ليونارد ماغيري على موقع أول موفي (الإنجليزية)
- ليونارد ماغيري على موقع قاعدة بيانات الأفلام السويدية (السويدية)
- ليونارد ماغيري على موقع قاعدة بيانات الفيلم (الإنجليزية)
- ليونارد ماغيري على موقع كينوبويسك (الروسية)